# Toei Animation
A Toei Animation Co., Ltd. (東映アニメーション株式会社, Tōei Animēshon Kabushiki-gaisha) é um estúdio de animação japonesa de propriedade da Toei Company. Hayao Miyazaki, Isao Takahata e Yoichi Kotabe já trabalharam na Toei Animation. O estúdio é responsável por produzir animes como Sally the Witch (1966), GeGeGe no Kitarō (1968), Mazinger Z (1972), Cutie Honey (1973), Galaxy Express 999 (1979), Dr. Slump (1980), Hokuto no Ken (1984), Dragon Ball (1986/1989), Os Cavaleiros do Zodíaco (1986), Slam Dunk (1990), Sailor Moon (1992), Ghost Sweeper Mikami (1992), Jigoku Sensei Nube, Gulliver Boy, Digimon (1999), One Piece (1999), Toriko, World Trigger, Transformers (entre 1984–1990, incluindo várias produções exclusivas japonesas) e a franquia Pretty Cure (2004).